# Фюгер, Максимилиан Алоиз
Максимилиан Алоиз Фюгер фон Рехтборн (нем. Maximilian Aloys Füger von Rechtborn; 11 октября 1774, Грац — 13 февраля 1831, Львов) — австрийский юрист, доктор права, профессор права и ректор Оломоуцского (1800 и 1806) и Львовского университетов (1813-1814 и 1822-1823).

## Биография
Родился в 1774 году в австрийском городе Грац. Учился на юридическом факультете Венского университета, где получил степень доктора права. Свою карьеру начал в 1797 году в Оломоуцском университете (1782-1826 гг. Оломоуцский университет официально имел статус лицея), где в 1800 и 1806 годах занимал должность ректора .
В 1806 году Фюгера перевели во Львовский университет (Львовский университет имел статус лицея с 1805 до 1817) на вакантную должность заведующего кафедрой природного права, права народов и институтов. Преподавал естественное право, естественное политическое право, право европейских народов, энциклопедию права, австрийское уголовное право. Академический сенат Львовского университета дважды избирал его на должность ректора (1813-1814 и 1822-1823).
Во время наполеоновских войн Фюгер проявил себя истинным австрийским патриотом: писал стихи и речи против Наполеона, за что в 1818 году получил шляхетство, а к своей фамилии начал дописывать приставку "von Rechtborn". Имел жену и восемь детей.
Умер во Львове 13 февраля 1831 года. После Максимилиана Фюгера кафедру естественного права, права народов и уголовного права возглавил Николай Нападиевич.

## Работы
- «Имеет ли лицо, обвиняемое в совершении уголовного преступления на коренных землях Австрийской империи, право на собственного защитника?» («Soll man den, eines Criminalverbrechens Beschuldigten in den oesterreichischen Erblanden eigene Vertheidiger gewaeren?») (Вена 1797),
- «Rede über die Pflicht der Vaterlandsverteidigung: Vorgetragen im akademischen Hörsaale zu Olmütz» (Оломоуц 1800),
- «Краткий обзор и толкование основных положений декрета о государственном банкротстве Австрии от 20 февраля 1811 года» («Kurze Darstellung und Erlaeuterung der Hauptpunkte des Finanz-Patentes vom 20. Hornung 1811») (Львов 1810).